# Santa Cruz Xoxocotlán
Santa Cruz Xoxocotlán – miasto w Meksyku, w stanie Oaxaca.